# Konserwatyści krakowscy
Konserwatyści krakowscy – zbiorcze określenie zachowawczego stronnictwa politycznego, czynnego w życiu politycznym Galicji, Austro-Węgier i niepodległej Polski począwszy od około 1848 do 1939; organem prasowym stronnictwa był wydawany w Krakowie dziennik „Czas”. 
Na obóz polityczny konserwatystów krakowskich składało się kilka pokoleń myślicieli i czynnych polityków (i nie należy ich utożsamiać jedynie ze stańczykami).

## Początki - między rządem a rewolucjonistami

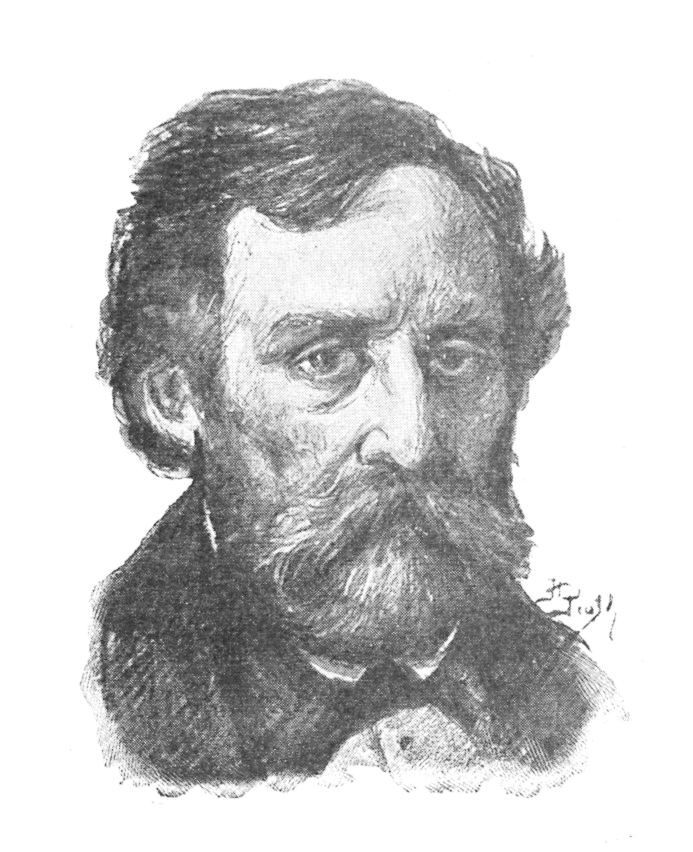
Antoni Zygmunt Helcel, główny myśliciel pierwszego pokolenia krakowskich konserwatystów

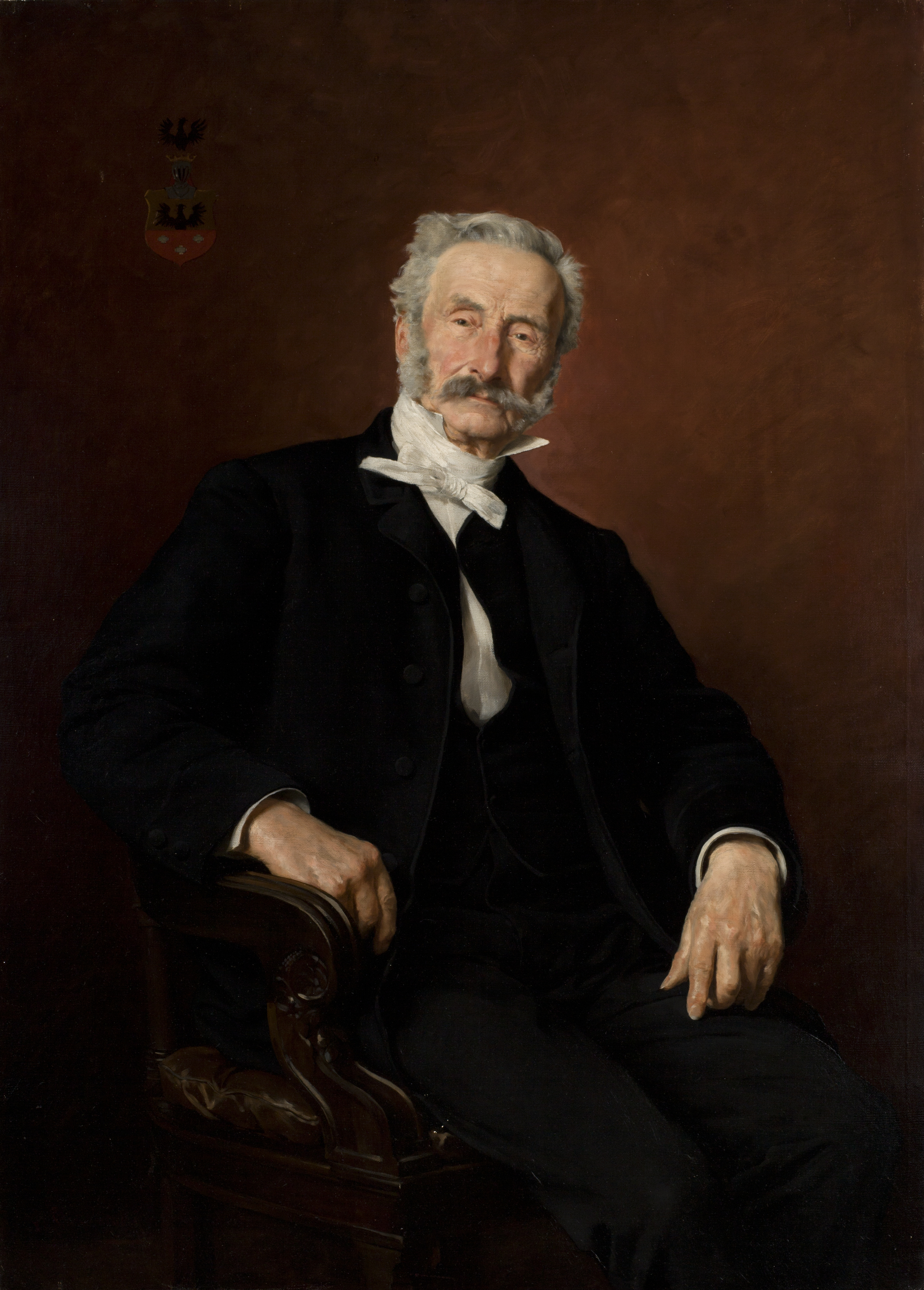
Paweł Popiel, pierwszy redaktor naczelny „Czasu”

Pierwszych przykładów aktywności działaczy stronnictwa konserwatywnego w Krakowie można doszukiwać się w Memoriale do Trzech Dworów z 1832 r., którego autorami byli Paweł Popiel, Antoni Zygmunt Helcel i Konstanty Świdziński. Stawali wówczas w obronie autonomii krakowskiego Uniwersytetu i bronili wpływu religii na życie publiczne, krytyce poddawali zarówno polityczny liberalizm, jak i monarszy absolutyzm. 
W kolejnych latach szczególny wpływ na kształtowanie się środowiska i jego programu wywarli Helcel, który w l. 1835-1836 krystalizował swoje koncepcje filozoficzne i społeczne na łamach „Kwartalnika Naukowego”, Popiel i Aleksander Wielopolski, ówcześnie współpracownik „Kwartalnika”.  
„Kwartalnik” przestał ukazywać się w 1836 i działalność jego autorów ustała. Do aktywnej polityki włączyli się dopiero w 1846, pobudzeni przez wypadki polityczne i rabację galicyjską. Potępili lokalne władze austriackie, które obwiniali o wywołanie chłopskich wystąpień. Jednocześnie Helcel za współwinnych uznał radykalnych demokratów, którzy wywołali powstanie krakowskie. Przy tej okazji zajął jednak w swoich pismach wyraziste stanowisko w kwestii polskiej, dowodząc, że podobne anarchiczne wystąpienia są skutkiem rozbiorów i dążeń niepodległościowych Polaków. Tym samym uznał za konieczną restytucję państwowości polskiej, jako warunek przywrócenia równowagi politycznej i pokoju społecznego w tej części Europy. 

## „Grono krakowskie”

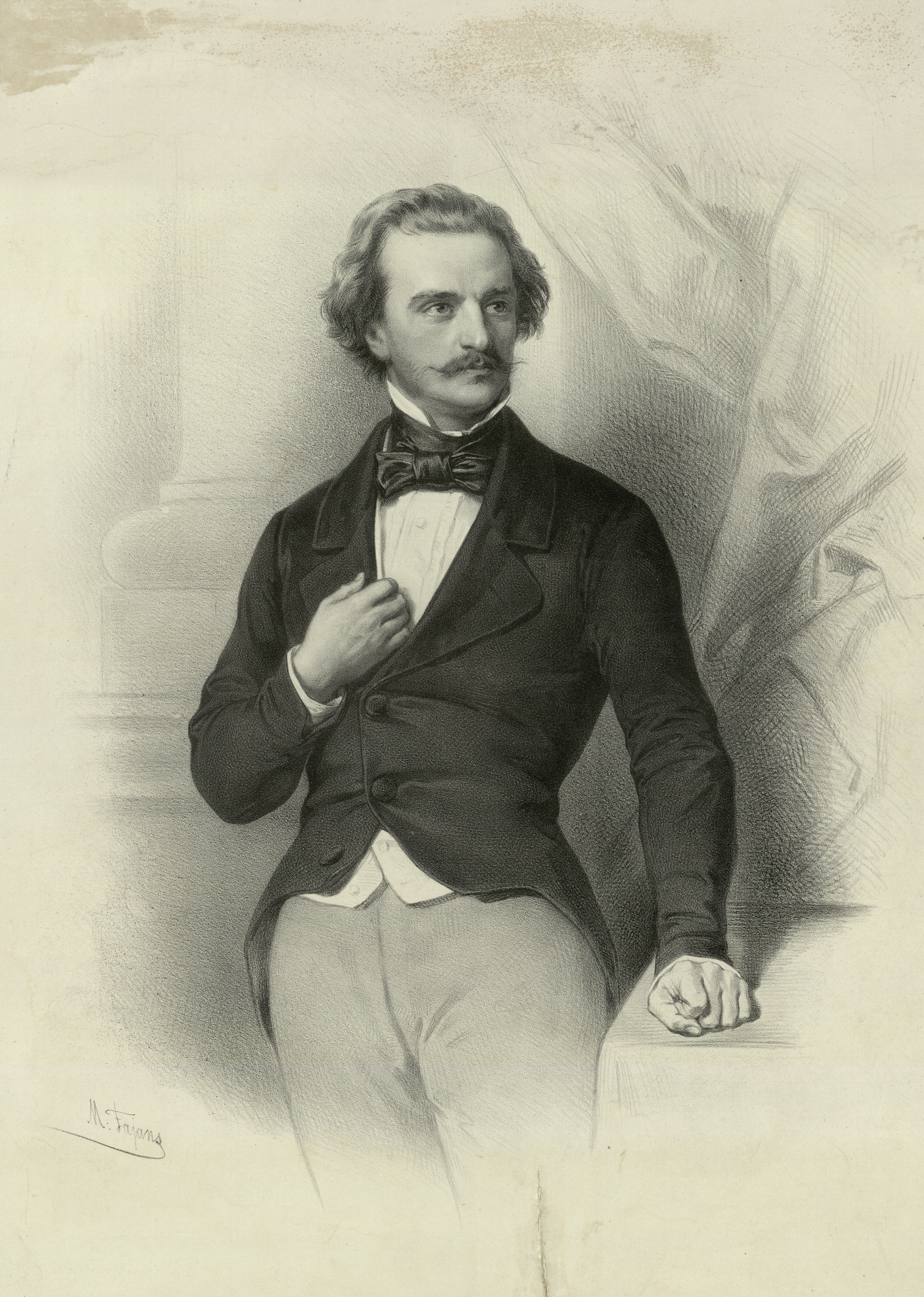
Adam Józef Potocki, ok. 1850 r., pierwszy przywódca stronnictwa

W następstwie Wiosny Ludów ostatecznie uformowało się krakowskie stronnictwo konserwatywne, które miało zyskać nazwę „grona krakowskiego”. Jego przywódcą stał się Adam Józef Potocki. W 1848 r. ukazał się pierwszy numer „Czasu” pod redakcją Pawła Popiela. Do współpracy z gazetą przyłączyli się Lucjan Siemieński i Maurycy Mann. Dziennik miał stać się organem krakowskich konserwatystów aż do 1934 r. 
W latach 1846–1849 konserwatyści krakowscy nadal piętnowali zarówno koncepcje liberalne i rewolucyjne, jak i centralistyczny absolutyzm. Uznawali obie ideologie za odrzucające zasady moralne. Atakowali biurokrację niemiecką w Galicji, proponowali oparcie ustroju monarchii habsburskiej o zasady federalizmu. W przeciwieństwie do późniejszych „stańczyków” odrzucali lojalizm i nie odżegnywali się od idei niepodległości Polski, krytykowali natomiast wiązanie tej kwestii z prądami rewolucyjnymi w Europie. Emigrację uważali za pozbawioną wiedzy o sytuacji w kraju, a walkę zbrojną za pozbawioną szans na powodzenie. Uznawali związek Polski z cywilizacją zachodnią, łacińską, za niepodlegający dyskusji. Na tym tle oraz w związku z rozczarowaniem wypadkami lat 1846-1848 rozeszły się drogi stronnictwa krakowskiego i Wielopolskiego, który przyjął postawę prorosyjską.
Odrzucając dążenia rewolucyjne i powstańcze, a jednocześnie broniąc idei restytucji państwa polskiego, nie potrafiło „grono krakowskie” sformułować pozytywnego programu, ograniczając się do postulatów legalnej działalności na rzecz niepodległości. W efekcie z czasem zaczęto skłaniać się do ugody z rządem w Wiedniu, choć oficjalnie „grono” nigdy się za nią nie opowiedziało. Począwszy od lat 50. XIX w. stopniowo rezygnowano z aktywności politycznej, a tzw. kwestia polska ustępowała w „Czasie” rozważaniom filozoficznym, społecznym i kulturowym. Krytykowano zachodni liberalizm i rodzący się socjalizm. Konserwatyści krakowscy krytycznie patrzyli również na industrializację i towarzyszące jej zjawiska, widząc w nich proces przyczyniający się do rozpadu tradycyjnych więzi społecznych i podważenia chrześcijańskich zasad moralnych. Podsumowując, „przekonanie o słuszności kilku zasad moralnych i dogmatów filozoficznych zastąpiło poszukiwania twórczego rozwiązania pytań owego czasu”.
Kwestię polską podjęło „grono krakowskie” ponownie w okresie reform lat 60. i nadania dyplomu październikowego. Za sprawę aktualną uznał wówczas Helcel walkę o federalizację monarchii i daleko idącą autonomię dla Galicji, odrodzenie państwowości polskiej odsuwając w nieokreśloną przyszłość, ale podkreślając konieczność dążenia do niepodległości. Na tym tle doszło do rozdźwięku między działaczami „grona” a „Czasem”, który przyjął wówczas stanowisko daleko bardziej lojalistyczne. W efekcie grupa konserwatystów - obok "grona" byli to m.in. Ludwik Skrzyński i Adam Stanisław Sapieha - doprowadziła do założenia we Lwowie nowego dziennika „Głos”. 
Do odwrócenia postaw doszło w okresie powstania styczniowego, które „Czas” otwarcie poparł, natomiast „grono krakowskie” - już po jego upadku - potępiło. Konserwatyści krakowscy odmówili uznania powstania za „narodowe”, określając je jako zryw anarchiczny, dokonany w imię haseł międzynarodowej rewolucji. W efekcie Popiel i Helcel powrócili do idei ugody z rządem austriackim, opowiadając się za ograniczeniem celów politycznych do walki o autonomię.  

## Stańczycy

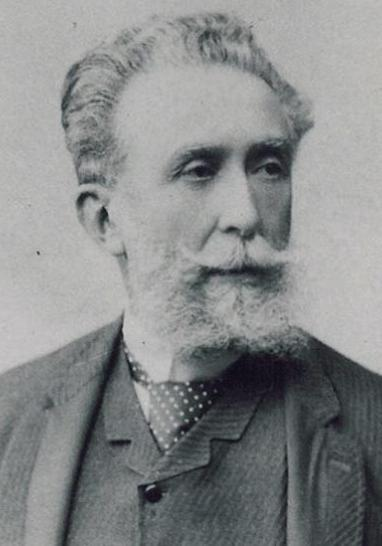
Stanisław Tarnowski, jeden z przywódców „stańczyków”

W II połowie lat 60. XIX w. uformowała się w łonie konserwatystów krakowskich nowa grupa, zwana „Stańczykami” - od pamfletu, znanego jako Teka Stańczyka. Zakwestionowali oni przywództwo polityków z „grona krakowskiego” i w latach 70. stopniowo przejęli władzę nad stronnictwem. Podsumowaniem tego procesu było przejęcie przez Stanisława Koźmiana kontroli nad linią polityczną „Czasu” w 1877 r.
„Stańczycy” opowiedzieli się wyraźnie za lojalizmem, ograniczając aspiracje polskie do autonomii politycznej i kulturalnej Galicji. Odrzucili stanowczo walkę zbrojną o niepodległość Polski. 
Do przywódców „stańczyków” należeli, obok Koźmiana, Stanisław Tarnowski i Józef Szujski. Środowisko to ukształtowało i wywarło wpływ na późniejszą politykę namiestnika Galicji Michała Bobrzyńskiego.

## Klub Konserwatywny i „neokonserwatyści”
Pod koniec XIX w. wyłonił się z grona krakowskich konserwatystów tzw. Klub Konserwatywny. Skupiła się wokół niego kolejna generacja działaczy, którzy mieli stać się znani jako „neokonserwatyści” i „neostańczycy”. 
W przeciwieństwie do poprzedniego pokolenia, politycy Klubu rozumieli nieodwracalność przemian społecznych i ekonomicznych. Opowiadali się za sojuszem z nowymi ruchami politycznymi, w celu poszerzenia wpływów i poparcia dla elitarnego stronnictwa konserwatywnego. Odrzucali natomiast współpracę z Narodową Demokracją, czym różnili się wyraźnie od zachowawców wschodniogalicyjskich - podolaków. Konserwatyści krakowscy oskarżali endeków o destabilizowanie sytuacji w Galicji poprzez wzniecanie konfliktów narodowościowych. Krytykowali również prorosyjską orientację polityczną, opowiadając się wyraźnie za lojalnością wobec Wiednia i dążeniem do restytucji państwa polskiego w oparciu o Austro-Węgry.
W gronie „neokonserwatystów” znalazło się wielu profesorów, takich jak Stanisław Estreicher, Adam Krzyżanowski czy Władysław Leopold Jaworski.

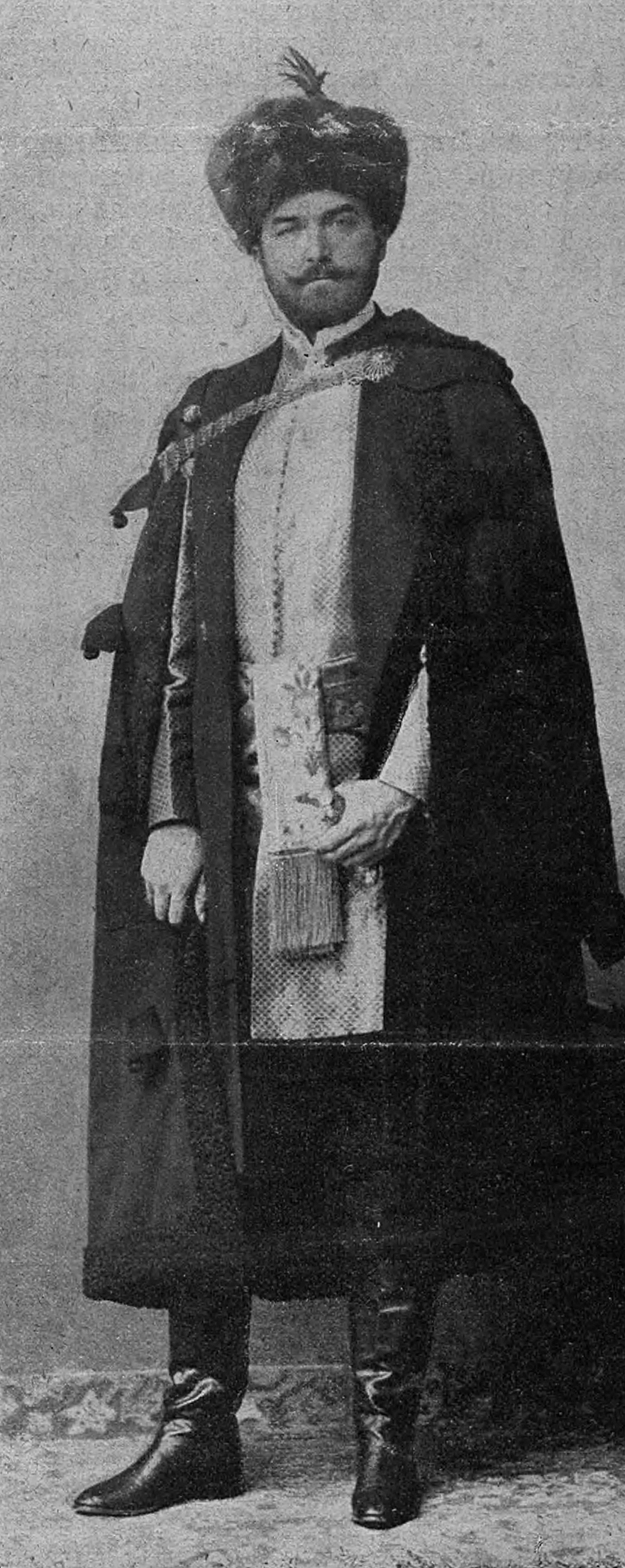
Hr. Zdzisław Tarnowski z Dzikowa, pierwszy prezes SPN

## Stronnictwo Prawicy Narodowej

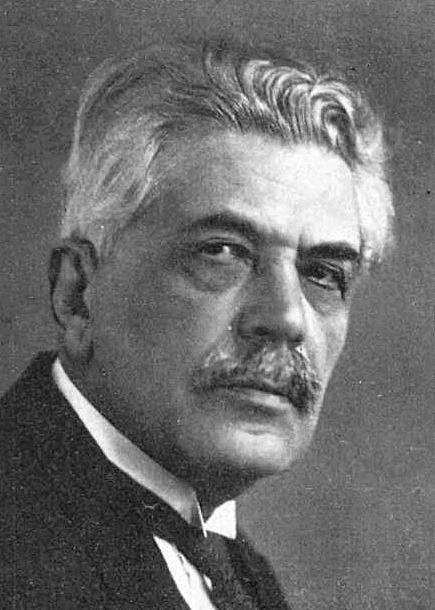
Antoni Beaupré, działacz SPN i redaktor naczelny „Czasu” w l. 1899-1901 i 1921-1937.

W oparciu o środowisko „neokonserwatystów” doszło do sformalizowania działalności obozu konserwatywnego w Galicji, poprzez powołanie w 1907 r. Stronnictwa Prawicy Narodowej. Pierwszym prezesem został Zdzisław Tarnowski z Dzikowa. Połączyło ono na krótko ośrodki krakowski i wschodniogalicyjski (lwowski). Wkrótce jednak większość podolaków opuściła Stronnictwo.
W czasie I wojny światowej SPN stało na gruncie rozwiązania austro-polskiego, co wobec klęski Państw Centralnych spowodowało dalsze osłabienie partii. Ze względu na zachowanie lojalności wobec Habsburgów do końca wojny krakowscy konserwatyści zostali odsunięci przez pozostałe stronnictwa Galicji od pracy w ramach Polskiej Komisji Likwidacyjnej
W niepodległej Polsce konserwatyści krakowscy posiadali początkowo niewielką reprezentację sejmową w postaci Klubu Pracy Konstytucyjnej. Kontynuowali zasadę nienawiązywania współpracy z narodowymi demokratami, czym różnili się od zachowawców z dawnej dzielnicy pruskiej czy konserwatystów wschodniogalicyjskich. Szukali zbliżenia z Piłsudskim. Wyrazem tego było ich wejście na listy Unii Narodowo-Państwowej przed wyborami w 1922 r., co zakończyło się polityczną klęską. W okresie 1922-1926 pozostawali w znacznym stopni na marginesie życia politycznego. 
Po zamachu majowym i zjeździe w Dzikowie nawiązali współpracę z piłsudczykami w ramach Bezpartyjnego Bloku Współpracy z Rządem. Patronem stronnictwa pozostawał hr. Zdzisław Tarnowski z Dzikowa, który w znacznym stopniu subsydiował też deficytowy „Czas”. Stopniowo grupa krakowska ulegała jednak dominacji innych ośrodków, a w ramach konserwatywnego skrzydła BBWR na pierwszy plan wysunął się Janusz Radziwiłł.
Okres lat 30. XX w. przyczyniał się do dalszej marginalizacji krakowskich konserwatystów. Swoisty kres ich wpływów wiązać można z przeniesieniem na polecenie Radziwiłła dziennika „Czas” - symbolu stronnictwa - z Krakowa do Warszawy na przełomie 1934/1935 r. Z kolei na zjeździe konserwatystów w 1937 r. na pierwszy plan wysunęli się działacze, opowiadający się za współpracą z Narodową Demokracją. SPN przemianowano na Stronnictwo Zachowawcze, a prezesem został Adolf Bniński z Wielkopolski, sympatyk endecji. Stanowiło to dowód klęski programu ośrodka krakowskiego i zmierzchu jego wpływów. Symbolicznym w tej sytuacji stał się w tym samym roku zgon Tarnowskiego, wieloletniego patrona stronnictwa.